# Reichssicherheitshauptamt

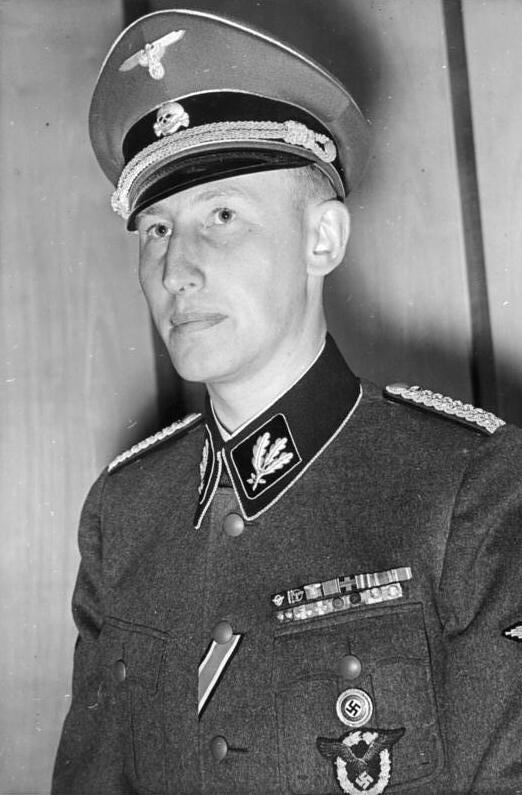
Reinhard Heydrich bar titeln Chef der Sicherheitspolizei und des SD (CSSD) som chef för Reichssicherheitshauptamt.

Reichssicherheitshauptamt (tyska ”Rikssäkerhetsöverstyrelsen”, förkortat RSHA) var en myndighet underordnad Heinrich Himmler i hans dubbla roller som Nazitysklands rikspolischef (Chef der Deutschen Polizei) och Reichsführer-SS under Tredje riket. Myndigheten bildades 27 september 1939 genom en sammanslagning av Sicherheitspolizei som lydde under inrikesministeriet, och Sicherheitsdienst (Sicherheitsdienst des Reichsführers-SS) inom SS.
Organisatoriskt utgjorde Reichssicherheitshauptamt en förvaltningsavdelning vid sidan av ett tiotal andra hauptämter inom Reichsführung-SS, vilka var underordnade Himmler inom den nazistiska partiapparaten. Eftersom Sicherheitspolizei, vilken bestod av Gestapo (Geheime Staatspolizei) och Kripo (Kriminalpolizei), utgjorde delar av den tyska polisen var denna del av organisationen även en statlig förvaltningsmyndighet, vilken formellt underordnades Himmler i egenskap av polischef. 
Reinhard Heydrich var chef över både Sicherheitspolizei och Sicherheitsdienst redan före bildandet av Reichssicherheitshauptamt, men genom att både den tyska polisens och nazistpartiets egen säkerhets- och underrättelsetjänst inlemmades i en och samma organisation kunde den partianknutna underrättelseverksamheten fortsätta att expandera ytterligare. Lämpliga anställda inom polisdelen av organisationen uppmanades att söka medlemskap i SS, vilka då erhöll anställning och motsvarande grad inom SS med fortsättning i sin tidigare tjänst. I början av år 1944 fanns omkring femtiotusen anställda, varav drygt trettioentusen inom Gestapo, tolvtusen inom Kripo och sextusen inom Sicherheitsdienst. Även delar av den militära underrättelsetjänsten Abwehr inordnades så sent som 1944 i organisationen.

## Föregångare Hauptamt Sicherheitspolizei
En av föregångarna till Reichssicherheitshauptamt var Hauptamt Sicherheitspolizei (säkerhetspolisens överstyrelse), en riksmyndighet vilken utövade den centrala ledningen av Kripo och Gestapo 1936-1939. Hauptamt Sicherheitspolizei skapades av Reinhard Heydrich 1936. År 1938 inordnades rikskriminalpolisen, Reichskriminalpolizeiamt, och riksgestapo, Geheime Staatspolizeiamt, i Hauptamt Sicherheitspolizei. År 1939 ersattes Hauptamt Sicherheitspolizei av Reichssicherheitshauptamt vilken även ledde säkerhetstjänsten Sicherheitsdienst.
Hauptamt Sicherheitspolizei var 1938 organiserat på ett centralt kansli och tre avdelningar.
- Hauptbüro (centralkansli): Reinhard Heydrich; ställföreträdare: Siegfried Taubert

- Amt Verwaltung und Recht (förvaltnings- och rättsavdelning): Werner Best
  - V.1 Rättsfrågor: Karl Zindel
  - V.2 Ekonomi: Rudolf Siegert
  - V.3 Personal I (Gestapo): Hans-Joachim Tesmer
  - V.4 Personal II (Kripo): Johannes Thiele
  - V.5 Utbildning: Johannes Thiele
  - V.6 Pass och identitetshandlingar: Johannes Krause
  - V.7 Interpol och gränspolis: Wolfgang Wetz
  - V.8 Wehrmacht och riksförsvar: Heinz Jost
  - V.9 Tekniska frågor: Walter Staudinger

- Amt Politische Polizei (politiska polisavdelningen) bestod av två byråer med nio enheter:
  - PP.IIA Kommunister och andra marxistiska grupper
  - PP.IIB Kyrkor, sekter, politiska flyktingar, judar, frimurare
  - PP.IIC Reaktion opposition, Österrike
  - PP.IID Skyddshäkte, koncentrationsläger
  - PP.IIE Ekonomiska frågor, sociopolitiska frågor, föreningsväsende
  - PP.IIG Ljudradioövervakning
  - PP.IIH Partifrågor
  - PP.IIJ Interpol
  - PP.IIP Pressen
  - PP.IIS Homosexualitet, aborter
  - PP.III Kontraspionage

- Amt Kriminalpolizei (kriminalpolisavdelningen) bestod av tre byråer:
  - S-Kr.1: Johannes Krause
  - S-Kr.2: Karl Zindel
  - S-Kr.3: Johannes Thiele

## Organisation
Reichssicherheitshauptamt bestod av sju avdelningar. Dessa hade bildats genom sammanslagningar av befintliga avdelningar och byråer i Hauptamt Sicherheitspolizei, Hauptamt Sicherheitsdienst och Geheime Staatspolizeiamt (Gestapa) samt från Reichskriminalpolizeiamt.

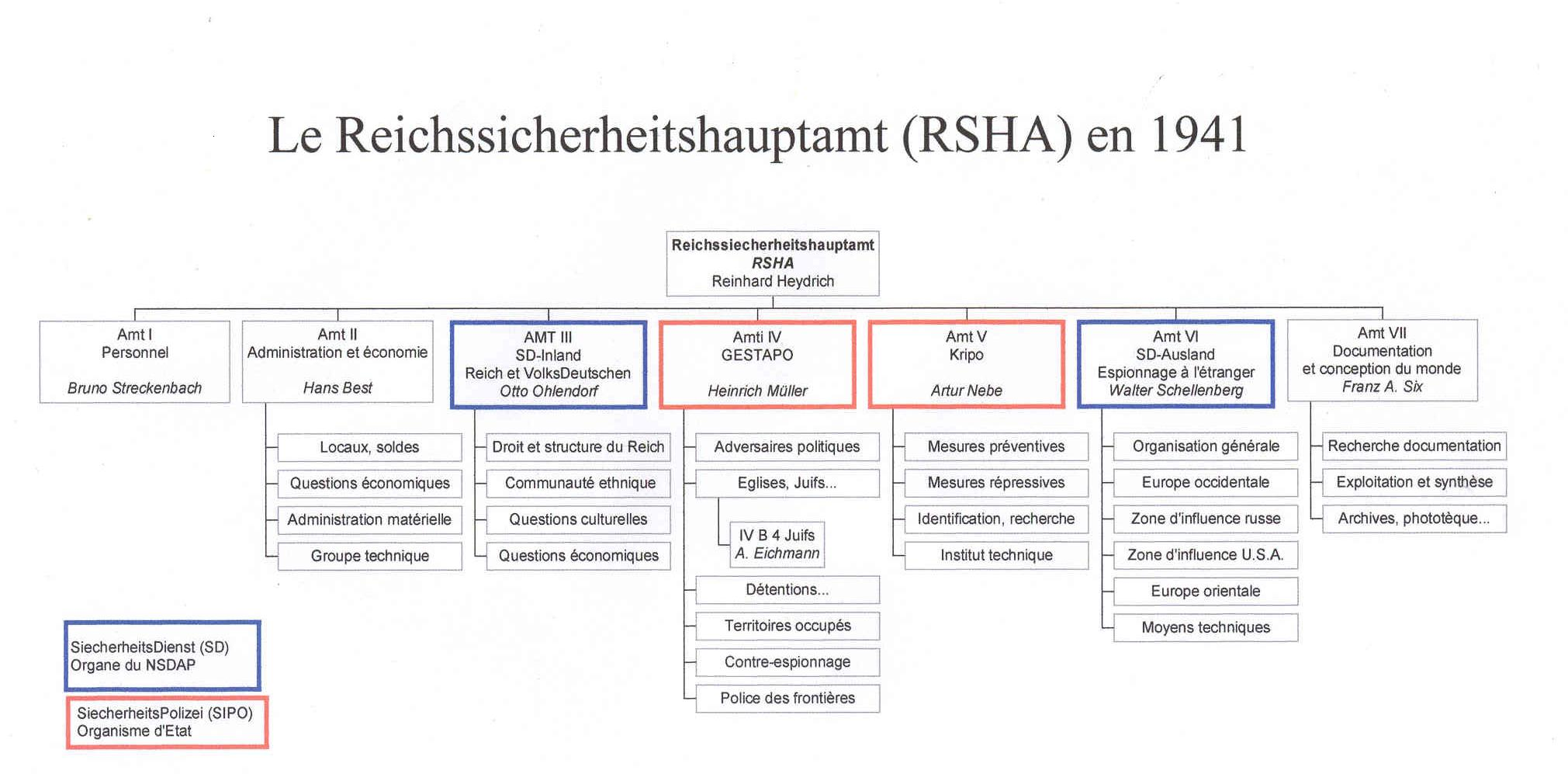
Avdelningar inom Reichssicherheitshauptamt 1941.

### Avdelningar
- Amt I, personal- och organisationsavdelningen. Chef Werner Best, därefter Bruno Streckenbach.
- Amt II, förvaltnings- och ekonomiavdelningen. Chef Hans Nockemann.
- Amt III, avdelningen för Sicherheitsdienst (SD) inrikes. Chef Otto Ohlendorf.
- Amt IV, avdelningen för Gestapo. Avdelningen ansvarade för säkerhetspolisen i inskränkt mening. Chef Heinrich Müller. Adolf Eichmann ledde Amt IV:B4, som handhade frågor rörande judar.
- Amt V, avdelningen för Kripo med rikskriminalpolisen. Chef Arthur Nebe.
- Amt VI, avdelningen för Sicherheitsdienst (SD) utrikes. Chef Heinz Jost, därefter Walter Schellenberg.
- Amt VII, ideologiska avdelningen, ansvarade för ideologiska frågor och propaganda. Chef Franz Six.

### Uppbyggnad 1939
| Amt i RSHA | från Hauptamt Sicherheitspolizei                            | från SD-Hauptamt | från Gestapa | från Reichskriminalpolizeiamt                  |
| ---------- | ----------------------------------------------------------- | ---------------- | ------------ | ---------------------------------------------- |
| Amt I      | Amt Verwaltung und Recht (förvaltnings- och rättsavdelning) | Avdelning I      | Byrå I, IV   | –                                              |
| Amt II     | –                                                           | Enhet II/1       | –            | –                                              |
| Amt III    | –                                                           | Enhet II/3       | –            | –                                              |
| Amt IV     | Amt Politische Polizei (politiska polisavdelningen)         | –                | Byrå II, III | –                                              |
| AmtV       | Amt Kriminalpolizei (kriminalpolisavdelningen)              | –                | –            | Reichskriminalpolizeiamt (rikskriminalpolisen) |
| Amt VI     | –                                                           | Avdelning III    | –            | –                                              |

## Chefer för RSHA
1. 27 september 1939 – 4 juni 1942: Reinhard Heydrich
2. 4 juni 1942 – 30 januari 1943: Heinrich Himmler
3. 30 januari 1943 – maj 1945: Ernst Kaltenbrunner

## De högre tjänstemännens sociologi
Av RSHA:s anställda kunde omkring 400 män och en kvinna (chefen för den kvinnliga kriminalpolisen) räknas till ledningsskiktet. Alla var akademiker som omsatte sin nazistiska ideologi i konkret handling. Inom Gestapo dominerade jurister, inom Kripo antikommunistiska kriminalkommissarier med erfarenhet från Weimarrepubliken och inom Sicherheitsdienst akademiker utan juridisk skolning med djupt liggande rasistiska åsikter. Deras sociala ursprung var påfallande homogent. Det handlade framför allt om relativt unga män med akademiska examina som kom från den lägre medelklassen (framför allt söner till köpmän och lägre tjänstemän) och arbetarklassen. Alla högre tjänstemän hade själva deltagit som chefer vid Einsatzgruppen och vid andra brott mot mänskligheten. Dessa erfarenheter förde de med sig tillbaka till skrivbordet där de ytterligare radikaliserade den nazistiska ras- och förintelsepolitiken.

## Reichsführung-SS
Reichssicherheitshauptamt var en av totalt tolv hauptämter inom Reichsführung-SS, och en del av NSDAP:s partiorganisation. Tillsammans med Hauptamt Ordnungspolizei var man dock även statlig förvaltningsmyndighet under inrikesministeriet (Reichsministerium des Innern). Den omfattning som SS nådde under Tredje riket brukar medföra att organisationen ibland karaktäriseras som en stat i staten.
- Persönlicher Stab Reichsführer-SS
- SS-Führungshauptamt
- SS-Hauptamt
- SS-Personalhauptamt
- Hauptamt SS-Gericht
- Rasse- und Siedlungshauptamt
- Hauptamt Ordnungspolizei

Reichssicherheitshauptamt och andra hauptämter inom Reichsführung-SS 1941.

- Wirtschafts- und Verwaltungshauptamt
- Hauptamt Dienststelle SS-Obergruppenführer Heißmeyer (NPEA)
- Hauptamt Volksdeutsche Mittelstelle
- Hauptamt Reichskommissat für die Festigung deutschen Volkstums